# 西川乡
西川乡，是中华人民共和国云南省丽江市宁蒗彝族自治县下辖的一个乡镇级行政单位。

## 行政区划
西川乡下辖以下地区：
大柏地村、沙力河村、沙力村、竹山村、界马村、石门坎村和黑赤地村。